# КинОле
«КинОле» — ежегодный русскоязычный кинофестиваль в Израиле. Проводится с 2010 года в Хайфе, при поддержке Министерства Абсорбции Израиля и муниципалитета г. Хайфы. По словам его организатора, продюсера и режиссёра Татьяны Кисилевской, это единственный фестиваль в мире, говорящий «на негосударственном языке о проблемах государства». Изначально был фестивалем документальных фильмов, со временем стал открыт для телевизионных, художественных, музыкальных и анимационных фильмов.
Участники фестиваля — репатрианты из стран бывшего СССР. В разное время на фестивале «КинОле» демонстрировались фильмы таких известных режиссёров, как Герц Франк, Петр Мостовой, Леонид Горовец и многих других.